# الشيخ سلامة (عزبة)
عزبة الشيخ سلامة، عزبة تابعة لقرية كفر مجر، التابعة لمركز دسوق، التابع لمحافظة كفر الشيخ في جمهورية مصر العربية.
سميت بهذا الاسم نسبة للشيخ سلامه أحد العارفين بالله والذي سكن هذه المنطقة في فترة حكم المماليك.
عدد السكان: أقل من مائة نسمة.
المهنة الرئيسية: الزراعة